# Amt Langballig
L’Amt Langballig est un Amt, c'est-à-dire une forme d'intercommunalité du Schleswig-Holstein, dans l'arrondissement de Schleswig-Flensbourg, dans le Nord de l'Allemagne. Il regroupe sept municipalités et compte 8 272 habitants (en décembre 2019).

## Géographie
L'Amt Langballig est bordé au nord par la ville de Glücksburg et la mer Baltique, à l'est par l'Amt Geltinger Bucht, au sud par Sörup et à l'ouest par l'Amt Hürup et la ville de Flensbourg.

## Histoire
L'Amt Langballig a été créé en 1970 à partir des anciens Ämter de Grundhof et de Munkbrarup.

## Municipalités
Les sept municipalité faisant partie de cette intercommunalité sont les suivantes:
- Dollerup
- Grundhof
- Langballig
- Munkbrarup
- Ringsberg
- Wees
- Westerholz

## Source de la traduction
- (de) Cet article est partiellement ou en totalité issu de l’article de Wikipédia en allemand intitulé « Amt Langballig » (voir la liste des auteurs).